# Жегоцина
Жегоцина (пол. Żegocina) — село в Польщі, у гміні Жегоцина Бохенського повіту Малопольського воєводства. Населення — 1726 осіб (2011).
У 1975—1998 роках село належало до Тарновського воєводства.

## Географія
У селі бере початок річка Тшцянський Потік.

## Демографія
Демографічна структура станом на 31 березня 2011 року:
|          | Загалом | Допрацездатний вік | Працездатний вік | Постпрацездатний вік |
| -------- | ------- | ------------------ | ---------------- | -------------------- |
| Чоловіки | 846     | 208                | 564              | 74                   |
| Жінки    | 880     | 189                | 540              | 151                  |
| Разом    | 1726    | 397                | 1104             | 225                  |